# Charonia tritonis
Pour les articles homonymes, voir Triton.
Triton géant, Triton conque, Trompette de Neptune
Espèce
Charonia tritonis, communément nommé Triton géant ou Triton conque ou Trompette de Neptune, est un mollusque gastéropode prosobranche pectinibranche de grande taille et à longue coquille spiralée. Cette coquille est représentée aux lèvres des dieux marins à qui elle servait de trompe et est utilisée comme telle par des peuples de marins. Le triton conque est qualifié dans des ouvrages grand public de référence comme le plus voyant et le plus connu des gastéropodes marins.

## Sous-espèces
Plusieurs sous-espèces de Charonia tritonis ont été proposées, par exemple : 
- Charonia tritonis tritonis (Linné, 1758) : triton du Pacifique, triton conque, triton géant,
- Charonia tritonis variegata (Lamarck, 1816) : triton de l'Atlantique,
- Charonia tritonis sequenzae (Aradas & Benoit, 1870) : triton de Méditerranée.

Cependant Charonia tritonis variegata pourrait être l'espèce Charonia variegata (Lamarck, 1816) avec un grand nombre de synonymes : 
- Charonia commutatus Kobelt, 1876
- Charonia nobilis Conrad, 1848
- Charonia seguenzae (Aradas & Benoit, 1872)
- Charonia sequenzae (Aradas & Benoit, 1871)
- Charonia tritonis subsp. variegata (Lamarck, 1816)
- Charonia variegatus Reeve
- Triton atlantica Bowdich, 1822
- Triton nobilis Conrad, 1849
- Triton seguenzae Aradas & Benoit, 1872
- Triton variegatum Lamarck, 1816
- Tritonium sulcatum Risso, 1826

## Distribution
Le Triton géant (Charonia tritonis tritonis) est répandu, bien que rare, dans toute la région Indo-Pacifique, Mer Rouge incluse. Il est également présent au Sud-Est de la Floride, aux Antilles et au Brésil (Charonia tritonis variegata).

## Description
Comme tous les mollusques, les tritons possèdent un pied ventral musculeux, souvent cilié, qui joue un rôle dans la locomotion. Ils ont un manteau qui enveloppe la masse viscérale dorsale et qui sécrète la coquille composée principalement de carbonate de calcium. La coquille de la plupart des individus est dextre, c’est-à-dire que son enroulement se fait dans le sens des aiguilles d'une montre lorsqu’on la regarde par le sommet. Les adultes peuvent atteindre une taille exceptionnelle de 50 cm.

## Habitat
Le triton géant affectionne les récifs coralliens peu profonds et les zones sablonneuses. On le trouve entre -3 et -40 m.

## Alimentation
Carnassier, il se nourrit de mollusques, de crustacés et d'étoiles de mer, qu'il tue avec son aiguillon venimeux avant de les digérer entiers.
Il est notamment connu pour être un des seuls (et le principal) prédateurs de l'Acanthaster pourpre, espèce invasive d'étoile de mer venimeuse, prédatrice du corail. Il est important de noter toutefois que cette Acanthaster ne constitue pas la proie principale du triton mais juste une proie potentielle qu'il mangera uniquement s'il la rencontre, préférentiellement les juvéniles. Étant donné qu'il met plus d'une semaine à digérer un seul individu, l'utilité de ce mollusque pour enrayer les invasions de plusieurs milliers d'étoiles est très faible. 

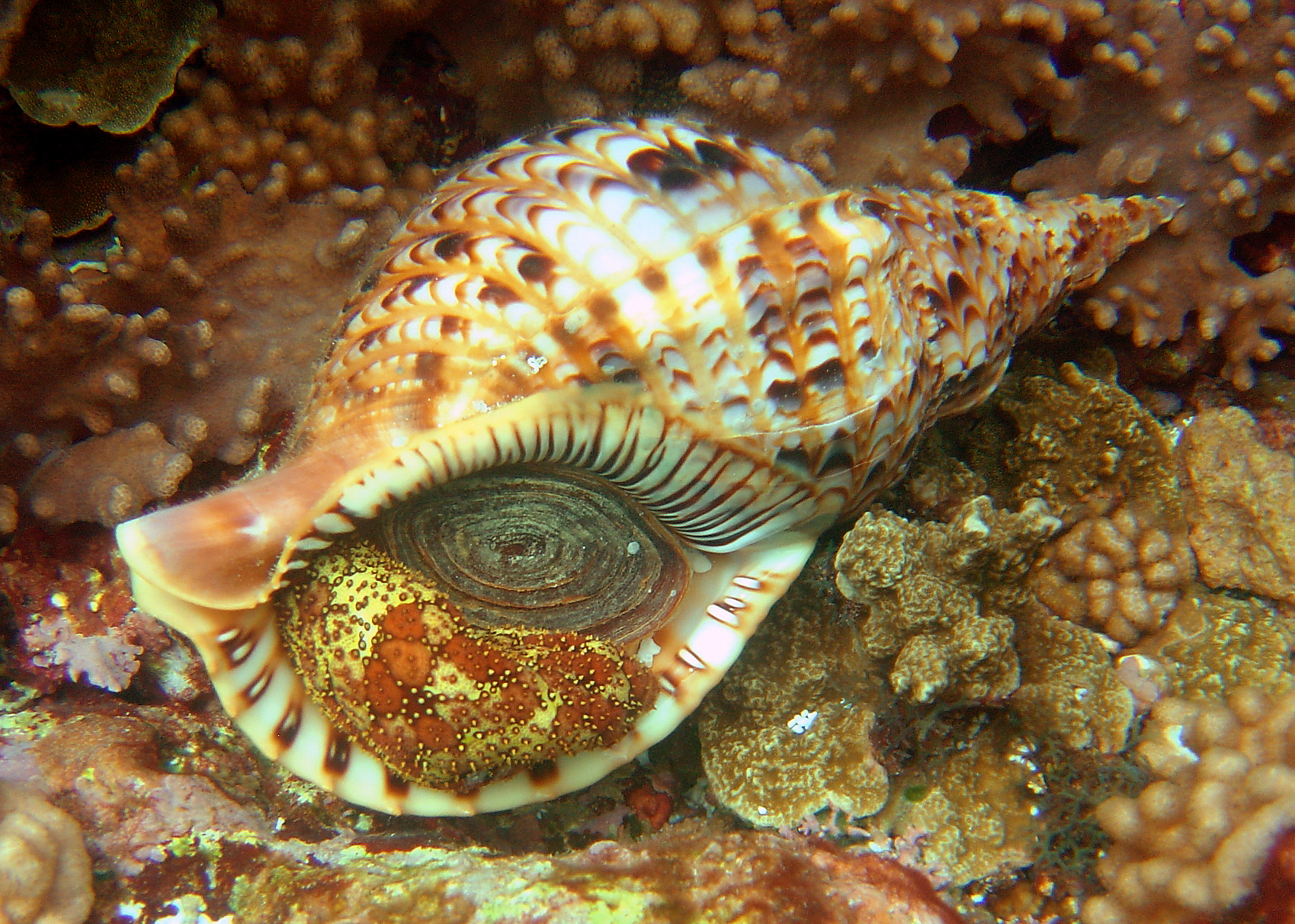
Triton photographié à Guam.

## Musique
Au Japon, la coquille de ce mollusque est utilisée pour confectionner un instrument de musique traditionnelle appelé Horagai, nom vernaculaire du coquillage.
Dans les Îles Marquises, ce coquillage a été utilisé comme trompe de guerre, appelée « pu », il est décoré de cheveux humains et d'objets en os sculptés appelés « tiki ». Un exemplaire de pu est conservé au musée des Beaux-Arts de Dunkerque.
Symbole de ralliement, ce coquillage est l'un des emblèmes du Vanuatu, et figure notamment sur les pièces de monnaie et billets de banque en vatus. 

## Galerie

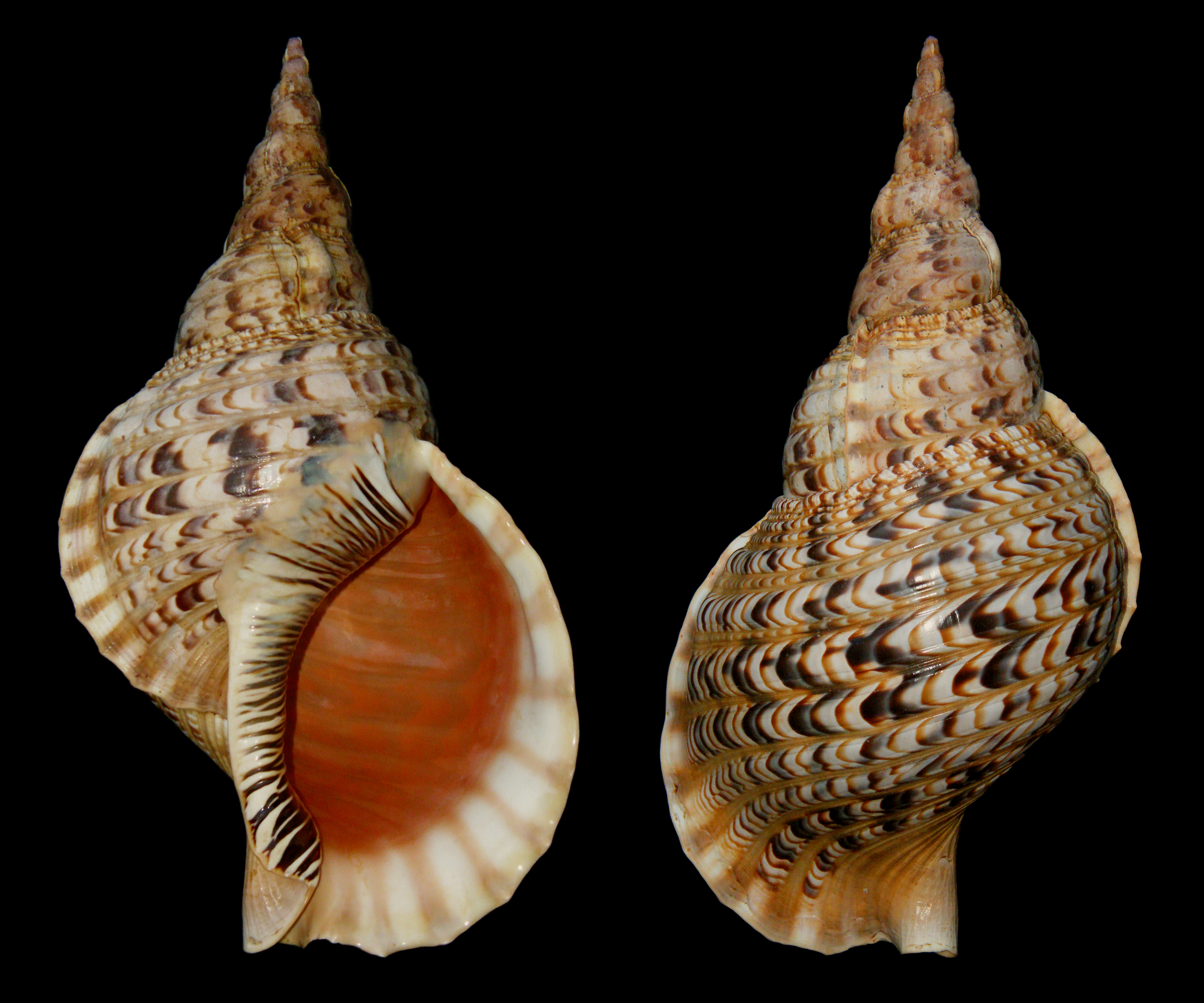
Deux vues d'une coquille de Charonia tritonis.
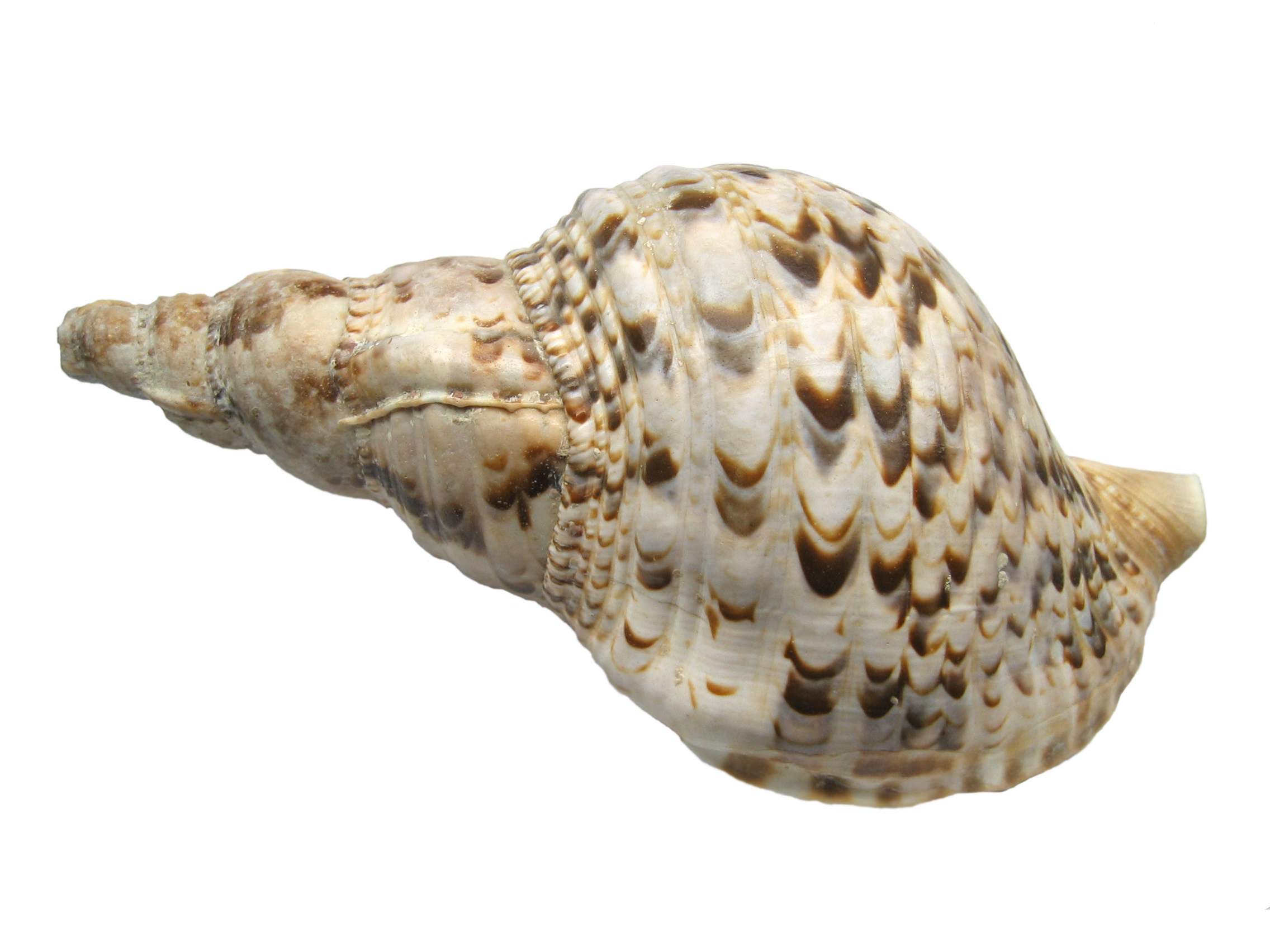
Vue dorsale d'une coquille de Charonia tritonis.
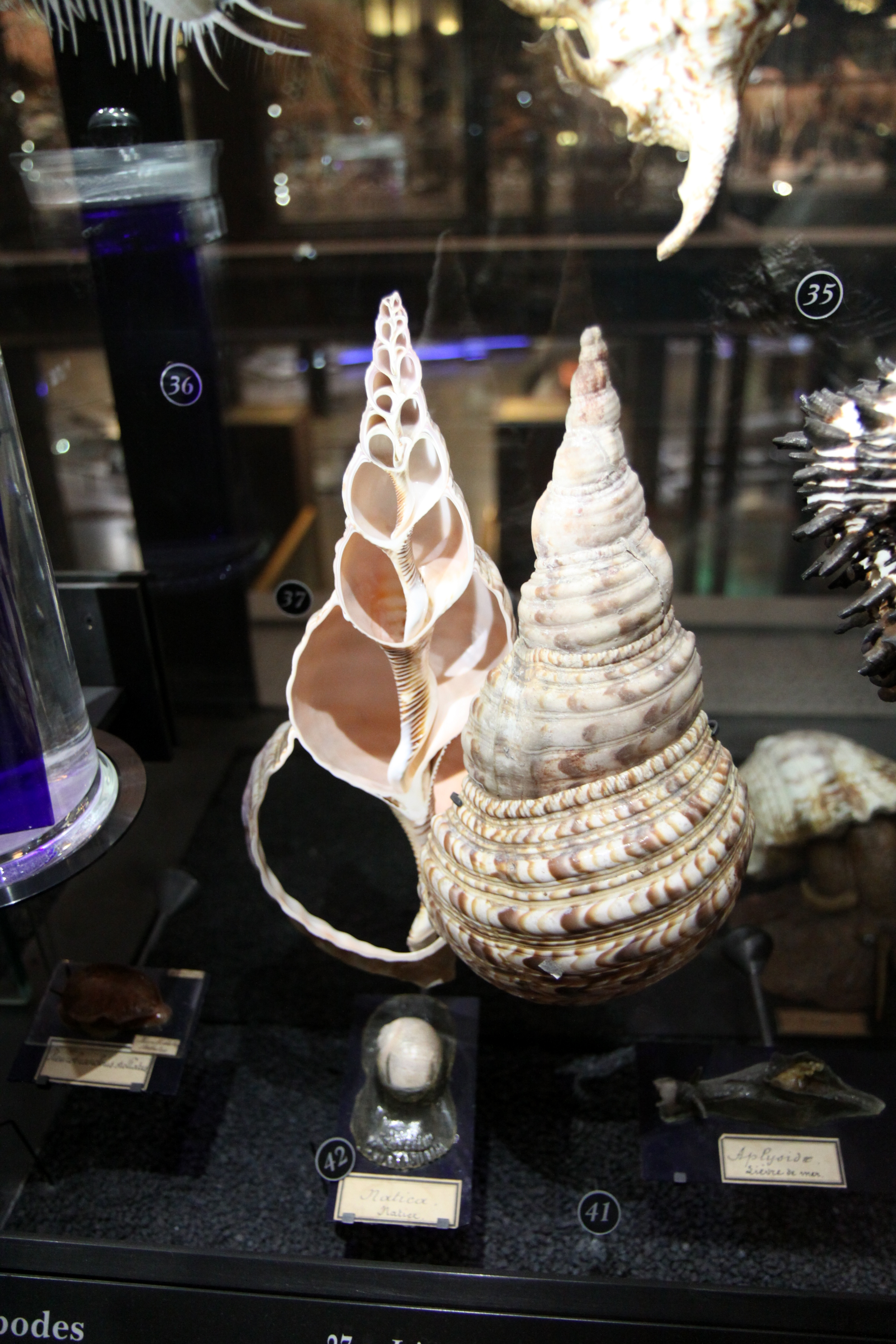
Vue en coupe d'une coquille de Charonia tritonis au Muséum national d'histoire naturelle.
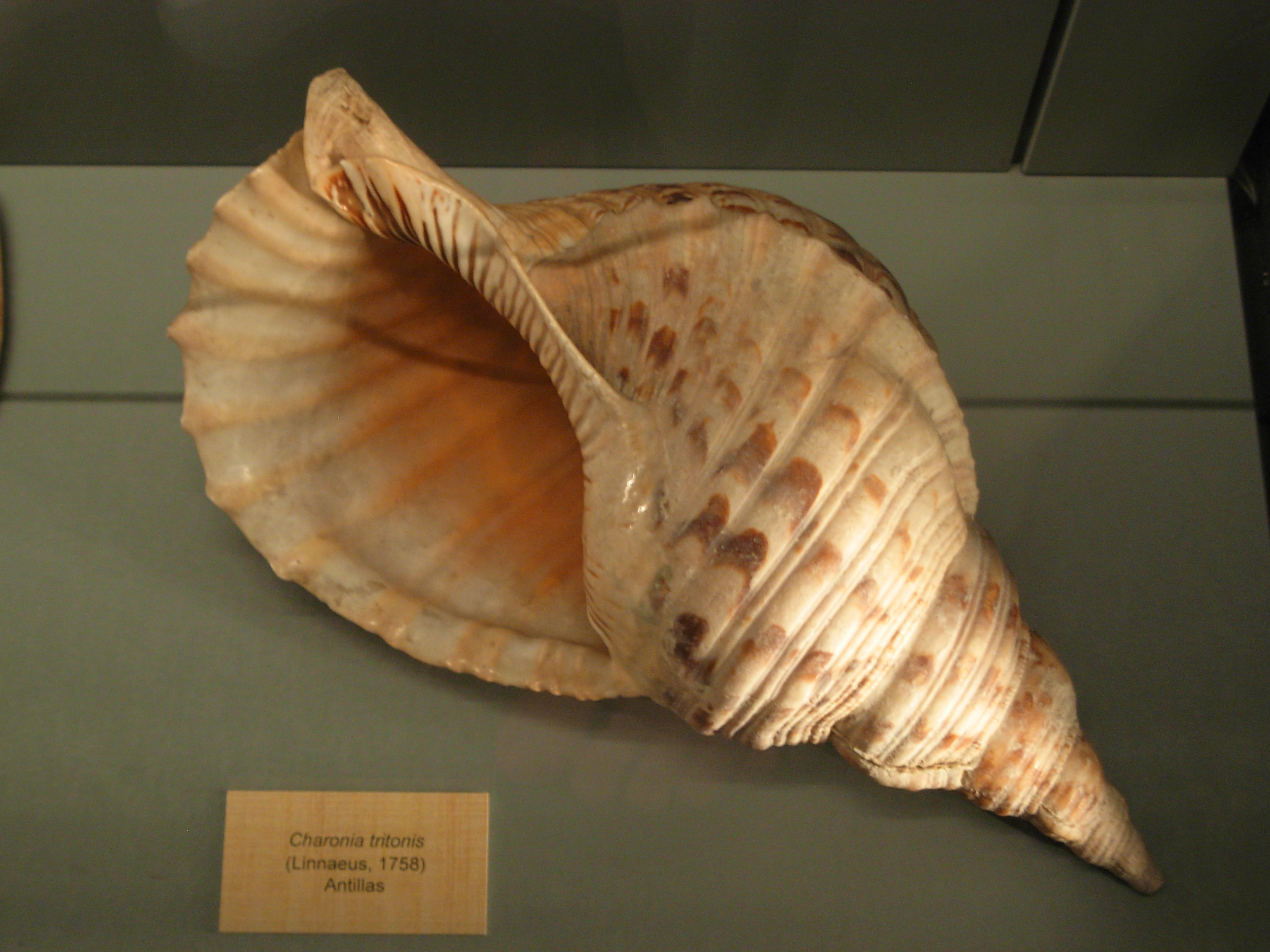
Au Muséum d'Histoire Naturelle de Madrid.